# Tour de Romandía 2012
La 66.ª edición del Tour de Romandía se disputó del 24 de abril al 29 de abril de 2012. Se llevó a cabo en cinco etapas, precedidas por un prólogo, para una distancia total de 605,04 km.
La carrera formó parte del UCI WorldTour 2012. 
El ganador final fue Bradley Wiggins (quien además se hizo con dos etapas). Le acompañaron en el podio Andrew Talansky (vencedor de la clasificación de los jóvenes) y Rui Alberto Costa.
En las clasificaciones secundarias se impusieron Petr Ignatenko (montaña y sprints) y Sky (equipos).

## Equipos participantes
Tomaron parte en la carrera 20 equipos: los 18 de categoría UCI ProTeam (al tener obligada su participación); más 2 de categoría Profesional Continental mediante invitación de la organización (los franceses del Team Europcar y Saur-Sojasun). Formando así un pelotón de 160 ciclistas, con 8 corredores cada equipo, de los que acabaron 133 con 132 clasificados tras las desclasificación de Alex Rasmussen (su puesto, el 129.º, quedó vacante) por saltarse varios controles antidopaje durante la temporada. Los equipos participantes fueron:
| ProTeams (18)- AG2R La Mondiale - Astana - BMC Racing Team - Euskaltel-Euskadi - FDJ-BigMat - Katusha Team - Lampre-ISD - Liquigas-Cannondale - Lotto-Belisol - Movistar Team - Omega Pharma-Quick Step - GreenEDGE - Rabobank - RadioShack-Nissan - Saxo Bank - Sky - Vacansoleil - DCM - Garmin-Barracuda Equipos continentales profesionales (2)- Saur-Sojasun - Team Europcar |
| |

## Etapas
| Etapa     | Fecha     | Recorrido                     | type                    | Distancia (km) | Ganador           | Líder             |
| --------- | --------- | ----------------------------- | ----------------------- | -------------- | ----------------- | ----------------- |
| Prólogo   | 24 de abr | Lausana – Lausana             | prólogo                 | 3,34           | Geraint Thomas    | Geraint Thomas    |
| 1.ª etapa | 25 de abr | Morges – La Chaux-de-Fonds    | etapa de media montaña  | 184,5          | Bradley Wiggins   | Bradley Wiggins   |
| 2.ª etapa | 26 de abr | Montbéliard – Moutier         | etapa de media montaña  | 149,1          | Jonathan Hivert   | Bradley Wiggins   |
| 3.ª etapa | 27 de abr | La Neuveville – Charmey       | etapa de media montaña  | 157,6          | Luis León Sánchez | Bradley Wiggins   |
| 4.ª etapa | 28 de abr | Bulle – Sion                  | etapa de montaña        | 184            | Luis León Sánchez | Luis León Sánchez |
| 5.ª etapa | 29 de abr | Crans-Montana – Crans-Montana | contrarreloj individual | 16,5           | Bradley Wiggins   | Bradley Wiggins   |

## Desarrollo de la carrera

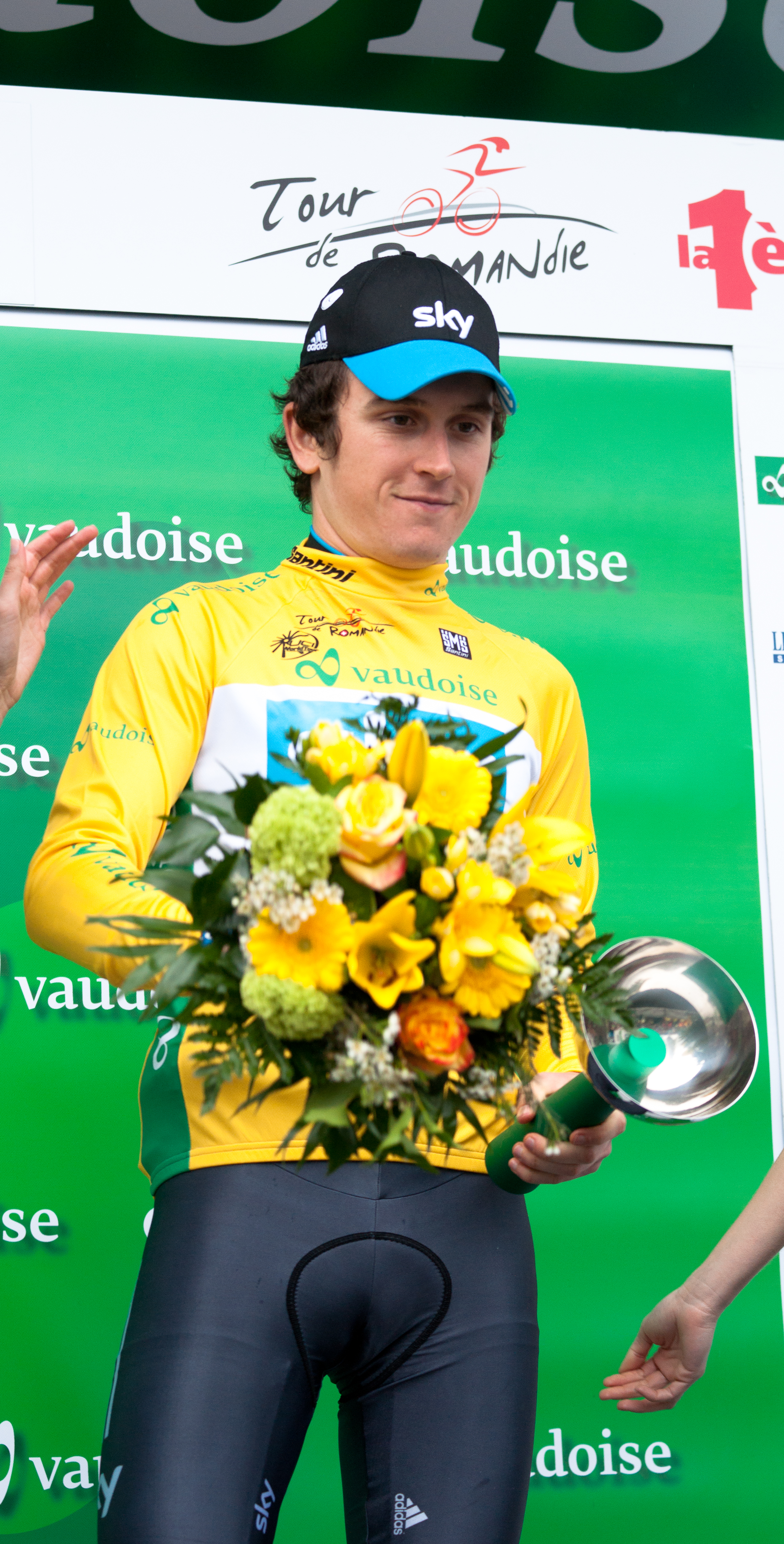
Geraint Thomas, ganador de la 1.ª etapa.

### Prólogo
| Lausana - Lausana | prólogo | (3,34 km) |

| \| Clasificación de la etapa \| Clasificación de la etapa \| Clasificación de la etapa \| Clasificación de la etapa \| Clasificación de la etapa \| \| Ciclista \| Ciclista \| Equipo \| Tiempo \| \| \| ------------------------- \| ------------------------- \| ------------------------- \| ------------------------- \| ------------------------- \| \| 1.º \| Geraint Thomas \| Team Sky \| 3 min 29 s \| \| \| 2.º \| Giacomo Nizzolo \| RadioShack-Nissan \| + 5 s \| \| \| 3.º \| Mark Cavendish \| Team Sky \| + 6 s \| \| \| 4.º \| Michael Rogers \| Team Sky \| + 6 s \| \| \| 5.º \| Kristof Vandewalle \| Omega Pharma-Quick Step \| + 6 s \| \| \| 6.º \| Julien Vermote \| Omega Pharma-Quick Step \| + 8 s \| \| \| 7.º \| Bauke Mollema \| Rabobank \| + 8 s \| \| \| 8.º \| Stef Clement \| Rabobank \| + 8 s \| \| \| 9.º \| Manuele Boaro \| Saxo Bank \| + 9 s \| \| \| 10.º \| Alex Rasmussen \| Garmin-Barracuda \| + 9 s \| \| |                    |                         |            |
| |                    |                         |            |
| |                    |                         |            |
| Clasificación de la etapa |                    |                         |            |
| Ciclista | Ciclista           | Equipo                  | Tiempo     |
| 1.º | Geraint Thomas     | Team Sky                | 3 min 29 s |
| 2.º | Giacomo Nizzolo    | RadioShack-Nissan       | + 5 s      |
| 3.º | Mark Cavendish     | Team Sky                | + 6 s      |
| 4.º | Michael Rogers     | Team Sky                | + 6 s      |
| 5.º | Kristof Vandewalle | Omega Pharma-Quick Step | + 6 s      |
| 6.º | Julien Vermote     | Omega Pharma-Quick Step | + 8 s      |
| 7.º | Bauke Mollema      | Rabobank                | + 8 s      |
| 8.º | Stef Clement       | Rabobank                | + 8 s      |
| 9.º | Manuele Boaro      | Saxo Bank               | + 9 s      |
| 10.º | Alex Rasmussen     | Garmin-Barracuda        | + 9 s      |

| \| Clasificación general \| Clasificación general \| Clasificación general \| Clasificación general \| Clasificación general \| \| Ciclista \| Ciclista \| Equipo \| Tiempo \| \| \| --------------------- \| --------------------- \| ----------------------- \| --------------------- \| --------------------- \| \| 1.º \| Geraint Thomas \| Team Sky \| 3 min 29 s \| \| \| 2.º \| Giacomo Nizzolo \| RadioShack-Nissan \| + 5 s \| \| \| 3.º \| Mark Cavendish \| Team Sky \| + 6 s \| \| \| 4.º \| Michael Rogers \| Team Sky \| + 6 s \| \| \| 5.º \| Kristof Vandewalle \| Omega Pharma-Quick Step \| + 6 s \| \| \| 6.º \| Julien Vermote \| Omega Pharma-Quick Step \| + 8 s \| \| \| 7.º \| Bauke Mollema \| Rabobank \| + 8 s \| \| \| 8.º \| Stef Clement \| Rabobank \| + 8 s \| \| \| 9.º \| Manuele Boaro \| Saxo Bank \| + 9 s \| \| \| 10.º \| Alex Rasmussen \| Garmin-Barracuda \| + 9 s \| \| |                    |                         |            |
| |                    |                         |            |
| |                    |                         |            |
| Clasificación general |                    |                         |            |
| Ciclista | Ciclista           | Equipo                  | Tiempo     |
| 1.º | Geraint Thomas     | Team Sky                | 3 min 29 s |
| 2.º | Giacomo Nizzolo    | RadioShack-Nissan       | + 5 s      |
| 3.º | Mark Cavendish     | Team Sky                | + 6 s      |
| 4.º | Michael Rogers     | Team Sky                | + 6 s      |
| 5.º | Kristof Vandewalle | Omega Pharma-Quick Step | + 6 s      |
| 6.º | Julien Vermote     | Omega Pharma-Quick Step | + 8 s      |
| 7.º | Bauke Mollema      | Rabobank                | + 8 s      |
| 8.º | Stef Clement       | Rabobank                | + 8 s      |
| 9.º | Manuele Boaro      | Saxo Bank               | + 9 s      |
| 10.º | Alex Rasmussen     | Garmin-Barracuda        | + 9 s      |

### Etapa 1
| Morges - La Chaux-de-Fonds | etapa de media montaña | (184,5 km) |

| \| Clasificación de la etapa \| Clasificación de la etapa \| Clasificación de la etapa \| Clasificación de la etapa \| Clasificación de la etapa \| \| Ciclista \| Ciclista \| Equipo \| Tiempo \| \| \| ------------------------- \| ------------------------- \| ------------------------- \| ------------------------- \| ------------------------- \| \| 1.º \| Bradley Wiggins \| Team Sky \| 4 h 50 min 23 s \| \| \| 2.º \| Lieuwe Westra \| Vacansoleil-DCM \| + 0 s \| \| \| 3.º \| Paolo Tiralongo \| Astana \| + 0 s \| \| \| 4.º \| Tejay van Garderen \| BMC Racing Team \| + 0 s \| \| \| 5.º \| Maciej Paterski \| Liquigas-Cannondale \| + 0 s \| \| \| 6.º \| Vasil Kiryienka \| Movistar Team \| + 0 s \| \| \| 7.º \| Serge Pauwels \| Omega Pharma-Quick Step \| + 0 s \| \| \| 8.º \| Daniele Pietropolli \| Lampre-ISD \| + 0 s \| \| \| 9.º \| Ryder Hesjedal \| Garmin-Barracuda \| + 0 s \| \| \| 10.º \| Pieter Weening \| GreenEDGE Cycling \| + 0 s \| \| |                     |                         |                 |
| |                     |                         |                 |
| |                     |                         |                 |
| Clasificación de la etapa |                     |                         |                 |
| Ciclista | Ciclista            | Equipo                  | Tiempo          |
| 1.º | Bradley Wiggins     | Team Sky                | 4 h 50 min 23 s |
| 2.º | Lieuwe Westra       | Vacansoleil-DCM         | + 0 s           |
| 3.º | Paolo Tiralongo     | Astana                  | + 0 s           |
| 4.º | Tejay van Garderen  | BMC Racing Team         | + 0 s           |
| 5.º | Maciej Paterski     | Liquigas-Cannondale     | + 0 s           |
| 6.º | Vasil Kiryienka     | Movistar Team           | + 0 s           |
| 7.º | Serge Pauwels       | Omega Pharma-Quick Step | + 0 s           |
| 8.º | Daniele Pietropolli | Lampre-ISD              | + 0 s           |
| 9.º | Ryder Hesjedal      | Garmin-Barracuda        | + 0 s           |
| 10.º | Pieter Weening      | GreenEDGE Cycling       | + 0 s           |

| \| Clasificación general \| Clasificación general \| Clasificación general \| Clasificación general \| Clasificación general \| \| Ciclista \| Ciclista \| Equipo \| Tiempo \| \| \| --------------------- \| --------------------- \| --------------------- \| --------------------- \| --------------------- \| \| 1.º \| Bradley Wiggins \| Team Sky \| 4 h 53 min 51 s \| \| \| 2.º \| Michael Rogers \| Team Sky \| + 7 s \| \| \| 3.º \| Bauke Mollema \| Rabobank \| + 9 s \| \| \| 4.º \| Stef Clement \| Rabobank \| + 9 s \| \| \| 5.º \| Andrew Talansky \| Garmin-Barracuda \| + 11 s \| \| \| 6.º \| Wilco Kelderman \| Rabobank \| + 11 s \| \| \| 7.º \| David Zabriskie \| Garmin-Barracuda \| + 12 s \| \| \| 8.º \| Simon Špilak \| Katusha \| + 12 s \| \| \| 9.º \| Rubén Plaza \| Movistar Team \| + 12 s \| \| \| 10.º \| Tiago Machado \| RadioShack-Nissan \| + 13 s \| \| |                 |                   |                 |
| |                 |                   |                 |
| |                 |                   |                 |
| Clasificación general |                 |                   |                 |
| Ciclista | Ciclista        | Equipo            | Tiempo          |
| 1.º | Bradley Wiggins | Team Sky          | 4 h 53 min 51 s |
| 2.º | Michael Rogers  | Team Sky          | + 7 s           |
| 3.º | Bauke Mollema   | Rabobank          | + 9 s           |
| 4.º | Stef Clement    | Rabobank          | + 9 s           |
| 5.º | Andrew Talansky | Garmin-Barracuda  | + 11 s          |
| 6.º | Wilco Kelderman | Rabobank          | + 11 s          |
| 7.º | David Zabriskie | Garmin-Barracuda  | + 12 s          |
| 8.º | Simon Špilak    | Katusha           | + 12 s          |
| 9.º | Rubén Plaza     | Movistar Team     | + 12 s          |
| 10.º | Tiago Machado   | RadioShack-Nissan | + 13 s          |

### Etapa 2
| Montbéliard - Moutier | etapa de media montaña | (149,1 km) |

| \| Clasificación de la etapa \| Clasificación de la etapa \| Clasificación de la etapa \| Clasificación de la etapa \| Clasificación de la etapa \| \| Ciclista \| Ciclista \| Equipo \| Tiempo \| \| \| ------------------------- \| ------------------------- \| ------------------------- \| ------------------------- \| ------------------------- \| \| 1.º \| Jonathan Hivert \| Saur-Sojasun \| 3 h 48 min 11 s \| \| \| 2.º \| Rui Alberto Costa \| Movistar Team \| + 0 s \| \| \| 3.º \| Luis León Sánchez \| Rabobank \| + 0 s \| \| \| 4.º \| Gianni Meersman \| Lotto-Belisol \| + 0 s \| \| \| 5.º \| Ryder Hesjedal \| Garmin-Barracuda \| + 0 s \| \| \| 6.º \| Giacomo Nizzolo \| RadioShack-Nissan \| + 0 s \| \| \| 7.º \| Daniele Pietropolli \| Lampre-ISD \| + 0 s \| \| \| 8.º \| Eduard Vorganov \| Katusha \| + 0 s \| \| \| 9.º \| Allan Davis \| GreenEDGE Cycling \| + 0 s \| \| \| 10.º \| Roman Kreuziger \| Astana \| + 0 s \| \| |                     |                   |                 |
| |                     |                   |                 |
| |                     |                   |                 |
| Clasificación de la etapa |                     |                   |                 |
| Ciclista | Ciclista            | Equipo            | Tiempo          |
| 1.º | Jonathan Hivert     | Saur-Sojasun      | 3 h 48 min 11 s |
| 2.º | Rui Alberto Costa   | Movistar Team     | + 0 s           |
| 3.º | Luis León Sánchez   | Rabobank          | + 0 s           |
| 4.º | Gianni Meersman     | Lotto-Belisol     | + 0 s           |
| 5.º | Ryder Hesjedal      | Garmin-Barracuda  | + 0 s           |
| 6.º | Giacomo Nizzolo     | RadioShack-Nissan | + 0 s           |
| 7.º | Daniele Pietropolli | Lampre-ISD        | + 0 s           |
| 8.º | Eduard Vorganov     | Katusha           | + 0 s           |
| 9.º | Allan Davis         | GreenEDGE Cycling | + 0 s           |
| 10.º | Roman Kreuziger     | Astana            | + 0 s           |

| \| Clasificación general \| Clasificación general \| Clasificación general \| Clasificación general \| Clasificación general \| \| Ciclista \| Ciclista \| Equipo \| Tiempo \| \| \| --------------------- \| --------------------- \| --------------------- \| --------------------- \| --------------------- \| \| 1.º \| Bradley Wiggins \| Team Sky \| 8 h 42 min 02 s \| \| \| 2.º \| Michael Rogers \| Team Sky \| + 7 s \| \| \| 3.º \| Bauke Mollema \| Rabobank \| + 9 s \| \| \| 4.º \| Stef Clement \| Rabobank \| + 9 s \| \| \| 5.º \| Andrew Talansky \| Garmin-Barracuda \| + 11 s \| \| \| 6.º \| Luis León Sánchez \| Rabobank \| + 11 s \| \| \| 7.º \| Wilco Kelderman \| Rabobank \| + 11 s \| \| \| 8.º \| David Zabriskie \| Garmin-Barracuda \| + 12 s \| \| \| 9.º \| Simon Špilak \| Katusha \| + 12 s \| \| \| 10.º \| Rubén Plaza \| Movistar Team \| + 12 s \| \| |                   |                  |                 |
| |                   |                  |                 |
| |                   |                  |                 |
| Clasificación general |                   |                  |                 |
| Ciclista | Ciclista          | Equipo           | Tiempo          |
| 1.º | Bradley Wiggins   | Team Sky         | 8 h 42 min 02 s |
| 2.º | Michael Rogers    | Team Sky         | + 7 s           |
| 3.º | Bauke Mollema     | Rabobank         | + 9 s           |
| 4.º | Stef Clement      | Rabobank         | + 9 s           |
| 5.º | Andrew Talansky   | Garmin-Barracuda | + 11 s          |
| 6.º | Luis León Sánchez | Rabobank         | + 11 s          |
| 7.º | Wilco Kelderman   | Rabobank         | + 11 s          |
| 8.º | David Zabriskie   | Garmin-Barracuda | + 12 s          |
| 9.º | Simon Špilak      | Katusha          | + 12 s          |
| 10.º | Rubén Plaza       | Movistar Team    | + 12 s          |

### Etapa 3
| La Neuveville - Charmey | etapa de media montaña | (157,6 km) |

| \| Clasificación de la etapa \| Clasificación de la etapa \| Clasificación de la etapa \| Clasificación de la etapa \| Clasificación de la etapa \| \| Ciclista \| Ciclista \| Equipo \| Tiempo \| \| \| ------------------------- \| ------------------------- \| ------------------------- \| ------------------------- \| ------------------------- \| \| 1.º \| Luis León Sánchez \| Rabobank \| 3 h 58 min 29 s \| \| \| 2.º \| Gianni Meersman \| Lotto-Belisol \| + 0 s \| \| \| 3.º \| Paolo Tiralongo \| Astana \| + 0 s \| \| \| 4.º \| Andrew Talansky \| Garmin-Barracuda \| + 0 s \| \| \| 5.º \| Bauke Mollema \| Rabobank \| + 0 s \| \| \| 6.º \| Rinaldo Nocentini \| AG2R La Mondiale \| + 0 s \| \| \| 7.º \| Maciej Paterski \| Liquigas-Cannondale \| + 0 s \| \| \| 8.º \| Damiano Caruso \| Liquigas-Cannondale \| + 0 s \| \| \| 9.º \| Gorka Verdugo \| Euskaltel-Euskadi \| + 0 s \| \| \| 10.º \| Fabrice Jeandesboz \| Saur-Sojasun \| + 0 s \| \| |                    |                     |                 |
| |                    |                     |                 |
| |                    |                     |                 |
| Clasificación de la etapa |                    |                     |                 |
| Ciclista | Ciclista           | Equipo              | Tiempo          |
| 1.º | Luis León Sánchez  | Rabobank            | 3 h 58 min 29 s |
| 2.º | Gianni Meersman    | Lotto-Belisol       | + 0 s           |
| 3.º | Paolo Tiralongo    | Astana              | + 0 s           |
| 4.º | Andrew Talansky    | Garmin-Barracuda    | + 0 s           |
| 5.º | Bauke Mollema      | Rabobank            | + 0 s           |
| 6.º | Rinaldo Nocentini  | AG2R La Mondiale    | + 0 s           |
| 7.º | Maciej Paterski    | Liquigas-Cannondale | + 0 s           |
| 8.º | Damiano Caruso     | Liquigas-Cannondale | + 0 s           |
| 9.º | Gorka Verdugo      | Euskaltel-Euskadi   | + 0 s           |
| 10.º | Fabrice Jeandesboz | Saur-Sojasun        | + 0 s           |

| \| Clasificación general \| Clasificación general \| Clasificación general \| Clasificación general \| Clasificación general \| \| Ciclista \| Ciclista \| Equipo \| Tiempo \| \| \| --------------------- \| --------------------- \| --------------------- \| --------------------- \| --------------------- \| \| 1.º \| Bradley Wiggins \| Team Sky \| 12 h 40 min 31 s \| \| \| 2.º \| Luis León Sánchez \| Rabobank \| + 1 s \| \| \| 3.º \| Michael Rogers \| Team Sky \| + 7 s \| \| \| 4.º \| Bauke Mollema \| Rabobank \| + 9 s \| \| \| 5.º \| Stef Clement \| Rabobank \| + 9 s \| \| \| 6.º \| Andrew Talansky \| Garmin-Barracuda \| + 11 s \| \| \| 7.º \| Wilco Kelderman \| Rabobank \| + 11 s \| \| \| 8.º \| David Zabriskie \| Garmin-Barracuda \| + 12 s \| \| \| 9.º \| Simon Špilak \| Katusha \| + 12 s \| \| \| 10.º \| Rubén Plaza \| Movistar Team \| + 12 s \| \| |                   |                  |                  |
| |                   |                  |                  |
| |                   |                  |                  |
| Clasificación general |                   |                  |                  |
| Ciclista | Ciclista          | Equipo           | Tiempo           |
| 1.º | Bradley Wiggins   | Team Sky         | 12 h 40 min 31 s |
| 2.º | Luis León Sánchez | Rabobank         | + 1 s            |
| 3.º | Michael Rogers    | Team Sky         | + 7 s            |
| 4.º | Bauke Mollema     | Rabobank         | + 9 s            |
| 5.º | Stef Clement      | Rabobank         | + 9 s            |
| 6.º | Andrew Talansky   | Garmin-Barracuda | + 11 s           |
| 7.º | Wilco Kelderman   | Rabobank         | + 11 s           |
| 8.º | David Zabriskie   | Garmin-Barracuda | + 12 s           |
| 9.º | Simon Špilak      | Katusha          | + 12 s           |
| 10.º | Rubén Plaza       | Movistar Team    | + 12 s           |

### Etapa 4
| Bulle - Sion | etapa de montaña | (184 km) |

| \| Clasificación de la etapa \| Clasificación de la etapa \| Clasificación de la etapa \| Clasificación de la etapa \| Clasificación de la etapa \| \| Ciclista \| Ciclista \| Equipo \| Tiempo \| \| \| ------------------------- \| ------------------------- \| ------------------------- \| ------------------------- \| ------------------------- \| \| 1.º \| Luis León Sánchez \| Rabobank \| 4 h 56 min 13 s \| \| \| 2.º \| Rinaldo Nocentini \| AG2R La Mondiale \| + 0 s \| \| \| 3.º \| Branislau Samoilau \| Movistar Team \| + 0 s \| \| \| 4.º \| Gorka Verdugo \| Euskaltel-Euskadi \| + 0 s \| \| \| 5.º \| Paolo Tiralongo \| Astana \| + 0 s \| \| \| 6.º \| Pierre Rolland \| Team Europcar \| + 0 s \| \| \| 7.º \| Andreas Klöden \| RadioShack-Nissan \| + 0 s \| \| \| 8.º \| Cadel Evans \| BMC Racing Team \| + 0 s \| \| \| 9.º \| Roman Kreuziger \| Astana \| + 0 s \| \| \| 10.º \| Fabrice Jeandesboz \| Saur-Sojasun \| + 0 s \| \| |                    |                   |                 |
| |                    |                   |                 |
| |                    |                   |                 |
| Clasificación de la etapa |                    |                   |                 |
| Ciclista | Ciclista           | Equipo            | Tiempo          |
| 1.º | Luis León Sánchez  | Rabobank          | 4 h 56 min 13 s |
| 2.º | Rinaldo Nocentini  | AG2R La Mondiale  | + 0 s           |
| 3.º | Branislau Samoilau | Movistar Team     | + 0 s           |
| 4.º | Gorka Verdugo      | Euskaltel-Euskadi | + 0 s           |
| 5.º | Paolo Tiralongo    | Astana            | + 0 s           |
| 6.º | Pierre Rolland     | Team Europcar     | + 0 s           |
| 7.º | Andreas Klöden     | RadioShack-Nissan | + 0 s           |
| 8.º | Cadel Evans        | BMC Racing Team   | + 0 s           |
| 9.º | Roman Kreuziger    | Astana            | + 0 s           |
| 10.º | Fabrice Jeandesboz | Saur-Sojasun      | + 0 s           |

| \| Clasificación general \| Clasificación general \| Clasificación general \| Clasificación general \| Clasificación general \| \| Ciclista \| Ciclista \| Equipo \| Tiempo \| \| \| --------------------- \| --------------------- \| --------------------- \| --------------------- \| --------------------- \| \| 1.º \| Luis León Sánchez \| Rabobank \| 17 h 36 min 35 s \| \| \| 2.º \| Bradley Wiggins \| Team Sky \| + 9 s \| \| \| 3.º \| Michael Rogers \| Team Sky \| + 16 s \| \| \| 4.º \| Bauke Mollema \| Rabobank \| + 18 s \| \| \| 5.º \| Stef Clement \| Rabobank \| + 18 s \| \| \| 6.º \| Andrew Talansky \| Garmin-Barracuda \| + 20 s \| \| \| 7.º \| Wilco Kelderman \| Rabobank \| + 20 s \| \| \| 8.º \| Simon Špilak \| Katusha \| + 21 s \| \| \| 9.º \| Rui Alberto Costa \| Movistar Team \| + 22 s \| \| \| 10.º \| Tiago Machado \| RadioShack-Nissan \| + 22 s \| \| |                   |                   |                  |
| |                   |                   |                  |
| |                   |                   |                  |
| Clasificación general |                   |                   |                  |
| Ciclista | Ciclista          | Equipo            | Tiempo           |
| 1.º | Luis León Sánchez | Rabobank          | 17 h 36 min 35 s |
| 2.º | Bradley Wiggins   | Team Sky          | + 9 s            |
| 3.º | Michael Rogers    | Team Sky          | + 16 s           |
| 4.º | Bauke Mollema     | Rabobank          | + 18 s           |
| 5.º | Stef Clement      | Rabobank          | + 18 s           |
| 6.º | Andrew Talansky   | Garmin-Barracuda  | + 20 s           |
| 7.º | Wilco Kelderman   | Rabobank          | + 20 s           |
| 8.º | Simon Špilak      | Katusha           | + 21 s           |
| 9.º | Rui Alberto Costa | Movistar Team     | + 22 s           |
| 10.º | Tiago Machado     | RadioShack-Nissan | + 22 s           |

### Etapa 5
| Crans-Montana - Crans-Montana | contrarreloj individual | (16,5 km) |

| \| Clasificación de la etapa \| Clasificación de la etapa \| Clasificación de la etapa \| Clasificación de la etapa \| Clasificación de la etapa \| \| Ciclista \| Ciclista \| Equipo \| Tiempo \| \| \| ------------------------- \| ------------------------- \| ------------------------- \| ------------------------- \| ------------------------- \| \| 1.º \| Bradley Wiggins \| Team Sky \| 28 min 56 s \| \| \| 2.º \| Andrew Talansky \| Garmin-Barracuda \| + 1 s \| \| \| 3.º \| Richie Porte \| Team Sky \| + 17 s \| \| \| 4.º \| Rui Alberto Costa \| Movistar Team \| + 23 s \| \| \| 5.º \| Roman Kreuziger \| Astana \| + 40 s \| \| \| 6.º \| Sylwester Szmyd \| Liquigas-Cannondale \| + 42 s \| \| \| 7.º \| Michael Rogers \| Team Sky \| + 43 s \| \| \| 8.º \| Thibaut Pinot \| FDJ-BigMat \| + 52 s \| \| \| 9.º \| Thomas de Gendt \| Vacansoleil-DCM \| + 54 s \| \| \| 10.º \| Janez Brajkovič \| Astana \| + 55 s \| \| |                   |                     |             |
| |                   |                     |             |
| |                   |                     |             |
| Clasificación de la etapa |                   |                     |             |
| Ciclista | Ciclista          | Equipo              | Tiempo      |
| 1.º | Bradley Wiggins   | Team Sky            | 28 min 56 s |
| 2.º | Andrew Talansky   | Garmin-Barracuda    | + 1 s       |
| 3.º | Richie Porte      | Team Sky            | + 17 s      |
| 4.º | Rui Alberto Costa | Movistar Team       | + 23 s      |
| 5.º | Roman Kreuziger   | Astana              | + 40 s      |
| 6.º | Sylwester Szmyd   | Liquigas-Cannondale | + 42 s      |
| 7.º | Michael Rogers    | Team Sky            | + 43 s      |
| 8.º | Thibaut Pinot     | FDJ-BigMat          | + 52 s      |
| 9.º | Thomas de Gendt   | Vacansoleil-DCM     | + 54 s      |
| 10.º | Janez Brajkovič   | Astana              | + 55 s      |

## Clasificaciones finales
- Las clasificaciones finalizaron de la siguiente forma:[7]

### Clasificación general
| \| Clasificación general \| Clasificación general \| Clasificación general \| Clasificación general \| Clasificación general \| \| Ciclista \| Ciclista \| Equipo \| Tiempo \| \| \| --------------------- \| --------------------- \| --------------------- \| --------------------- \| --------------------- \| \| 1.º \| Bradley Wiggins \| Team Sky \| 18 h 05 min 40 s \| \| \| 2.º \| Andrew Talansky \| Garmin-Barracuda \| + 12 s \| \| \| 3.º \| Rui Alberto Costa \| Movistar Team \| + 36 s \| \| \| 4.º \| Richie Porte \| Team Sky \| + 45 s \| \| \| 5.º \| Michael Rogers \| Team Sky \| + 50 s \| \| \| 6.º \| Roman Kreuziger \| Astana \| + 59 s \| \| \| 7.º \| Sylwester Szmyd \| Liquigas-Cannondale \| + 1 min 03 s \| \| \| 8.º \| Simon Špilak \| Katusha \| + 1 min 13 s \| \| \| 9.º \| Janez Brajkovič \| Astana \| + 1 min 14 s \| \| \| 10.º \| Luis León Sánchez \| Rabobank \| + 1 min 15 s \| \| |                   |                     |                  |
| |                   |                     |                  |
| Fuente: ProCyclingStats |                   |                     |                  |
| Clasificación general |                   |                     |                  |
| Ciclista | Ciclista          | Equipo              | Tiempo           |
| 1.º | Bradley Wiggins   | Team Sky            | 18 h 05 min 40 s |
| 2.º | Andrew Talansky   | Garmin-Barracuda    | + 12 s           |
| 3.º | Rui Alberto Costa | Movistar Team       | + 36 s           |
| 4.º | Richie Porte      | Team Sky            | + 45 s           |
| 5.º | Michael Rogers    | Team Sky            | + 50 s           |
| 6.º | Roman Kreuziger   | Astana              | + 59 s           |
| 7.º | Sylwester Szmyd   | Liquigas-Cannondale | + 1 min 03 s     |
| 8.º | Simon Špilak      | Katusha             | + 1 min 13 s     |
| 9.º | Janez Brajkovič   | Astana              | + 1 min 14 s     |
| 10.º | Luis León Sánchez | Rabobank            | + 1 min 15 s     |

### Clasificación de la montaña
| Clasificación de la montaña | Clasificación de la montaña | Clasificación de la montaña | Clasificación de la montaña | Clasificación de la montaña |
| Ciclista                    | Ciclista                    | Equipo                      | Puntos                      |                             |
| --------------------------- | --------------------------- | --------------------------- | --------------------------- | --------------------------- |
| 1.º                         | Piotr Ignatenko             | Katusha                     | 24 pts                      |                             |
| 2.º                         | Lars Ytting Bak             | Lotto-Belisol               | 21 pts                      |                             |
| 3.º                         | Johann Tschopp              | BMC Racing Team             | 20 pts                      |                             |
| 4.º                         | Guillaume Levarlet          | Saur-Sojasun                | 18 pts                      |                             |
| 5.º                         | Roman Kreuziger             | Astana                      | 16 pts                      |                             |

### Clasificación de los sprints
| Clasificación de las metas volantes | Clasificación de las metas volantes | Clasificación de las metas volantes | Clasificación de las metas volantes | Clasificación de las metas volantes |
| Ciclista                            | Ciclista                            | Equipo                              | Puntos                              |                                     |
| ----------------------------------- | ----------------------------------- | ----------------------------------- | ----------------------------------- | ----------------------------------- |
| 1.º                                 | Piotr Ignatenko                     | Katusha                             | 12 pts                              |                                     |
| 2.º                                 | Gatis Smukulis                      | Katusha                             | 12 pts                              |                                     |
| 3.º                                 | Stef Clement                        | Rabobank                            | 7 pts                               |                                     |
| 4.º                                 | Fabrice Jeandesboz                  | Saur-Sojasun                        | 6 pts                               |                                     |
| 5.º                                 | Christian Meier                     | GreenEDGE Cycling                   | 6 pts                               |                                     |

### Clasificación de los jóvenes
| Clasificación del mejor joven | Clasificación del mejor joven | Clasificación del mejor joven | Clasificación del mejor joven | Clasificación del mejor joven |
| Ciclista                      | Ciclista                      | Equipo                        | Tiempo                        |                               |
| ----------------------------- | ----------------------------- | ----------------------------- | ----------------------------- | ----------------------------- |
| 1.º                           | Andrew Talansky               | Garmin-Barracuda              | 18 h 05 min 42 s              |                               |
| 2.º                           | Thibaut Pinot                 | FDJ-BigMat                    | + 1 min 09 s                  |                               |
| 3.º                           | Wilco Kelderman               | Rabobank                      | + 1 min 57 s                  |                               |
| 4.º                           | Mikel Landa                   | Euskaltel-Euskadi             | + 2 min 48 s                  |                               |
| 5.º                           | George Bennett                | RadioShack-Nissan             | + 3 min 12 s                  |                               |

### Clasificación por equipos
| Clasificación por equipos | Clasificación por equipos | Clasificación por equipos | Clasificación por equipos |
| Equipo                    | Equipo                    | Tiempo                    |                           |
| ------------------------- | ------------------------- | ------------------------- | ------------------------- |
| 1.º                       | Sky                       | 54 h 18 min 26 s          |                           |
| 2.º                       | Astana                    | + 2 min 16 s              |                           |
| 3.º                       | Movistar Team             | + 2 min 56 s              |                           |
| 4.º                       | Saur-Sojasun              | + 2 min 56 s              |                           |
| 5.º                       | Rabobank                  | + 3 min 17 s              |                           |

## Evolución de las clasificaciones
| Etapa (Vencedor)                  | Clasificación general | Clasificación de la montaña | Clasificación de los sprints | Clasificación de los jóvenes | Clasificación por equipos |
| --------------------------------- | --------------------- | --------------------------- | ---------------------------- | ---------------------------- | ------------------------- |
| Prólogo (CRI) (Geraint Thomas)    | Geraint Thomas        | no se entregó               | no se entregó                | Giacomo Nizzolo              | Sky                       |
| 1.ª etapa (Bradley Wiggins)       | Bradley Wiggins       | Fabrice Jeandesboz          | Stef Clement                 | Andrew Talansky              | Sky                       |
| 2.ª etapa (Jonathan Hivert)       | Bradley Wiggins       | Lars Ytting Bak             | Stef Clement                 | Andrew Talansky              | Sky                       |
| 3.ª etapa (Luis León Sánchez)     | Bradley Wiggins       | Lars Ytting Bak             | Gatis Smukulis               | Andrew Talansky              | Sky                       |
| 4.ª etapa (Luis León Sánchez)     | Luis León Sánchez     | Petr Ignatenko              | Petr Ignatenko               | Andrew Talansky              | Sky                       |
| 5.ª etapa (CRI) (Bradley Wiggins) | Bradley Wiggins       | Petr Ignatenko              | Petr Ignatenko               | Andrew Talansky              | Sky                       |
| Final                             | Bradley Wiggins       | Petr Ignatenko              | Petr Ignatenko               | Andrew Talansky              | Sky                       |